# Distributed.net
Distributed.net – organizacja non-profit, która za pośrednictwem wielu komputerów podłączonych do sieci Internet próbuje rozwiązać zadania wymagające ogromnych mocy obliczeniowych.
Idea polega na podziale zadania na malutkie fragmenty i wykonywaniu ich jednocześnie i niezależnie na wielu różnych maszynach (obliczenia rozproszone). W projekcie mogą wziąć udział wszyscy ochotnicy.
W 1997 roku RSA Security Inc. ogłosiła konkurs na złamanie kilku szyfrów. Nagrodą było 10 000 $ za każdy szyfr (obecnie jest to 1000 $ dla osoby, której komputer rozwiąże próbkę zawierającą wiadomość). Wkrótce zawiązała się grupa distributed.net i przystąpiła do łamania jednego z nich, aby pokazać, że jest to możliwe. Od tamtej pory zostały złamane RC5-56, DES II-1, DES III, CSC-56 i RC5-64. Wszystkie szyfry złamano metodą brute force, więc zadanie sprowadzało się do sprawdzenia wszystkich możliwych kluczy.